# Hégésippe Jean Légitimus
 (janvier 2012).
Si vous disposez d'ouvrages ou d'articles de référence ou si vous connaissez des sites web de qualité traitant du thème abordé ici, merci de compléter l'article en donnant les références utiles à sa vérifiabilité et en les liant à la section « Notes et références ».
Pour les articles homonymes, voir Légitimus.
Hégésippe Jean Légitimus (1868-1944), est un homme politique français. Il est député, conseiller général et maire de Pointe-à-Pitre. Fondateur principal du mouvement socialiste de la Guadeloupe, il a marqué fortement la vie politique française au début du XXe siècle où on le surnomme le « Jaurès Noir ». Il fut le premier député noir à siéger à la Chambre des députés depuis 1848, aux côtés de Jules Guesde et Jean Jaurès. Il fut l'un des plus jeunes députés français, âgé de 30 ans au moment de son élection.

## Biographie

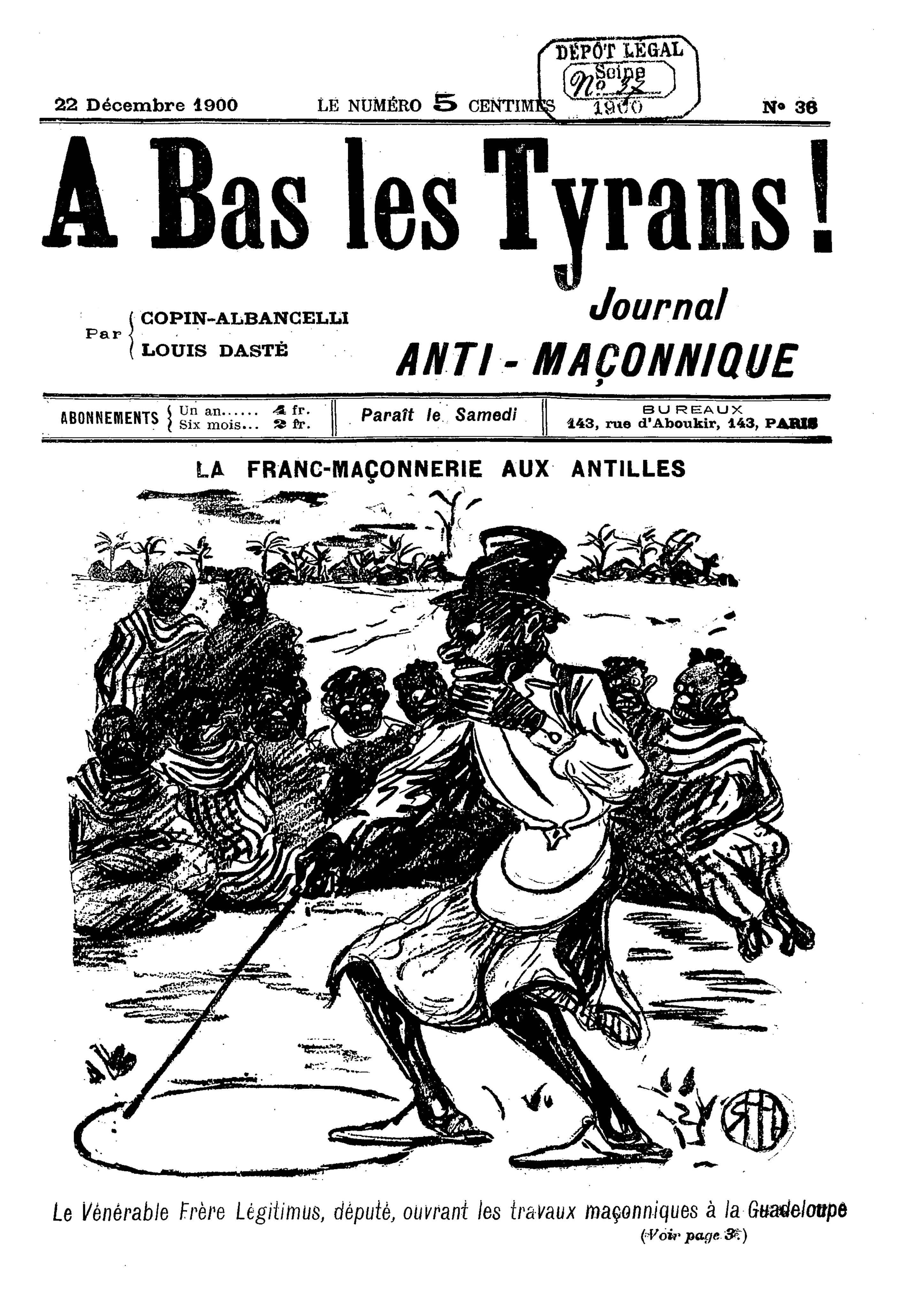
Hégésippe Légitimus caricaturé par le journal antimaçonnique À bas les tyrans, décembre 1900.

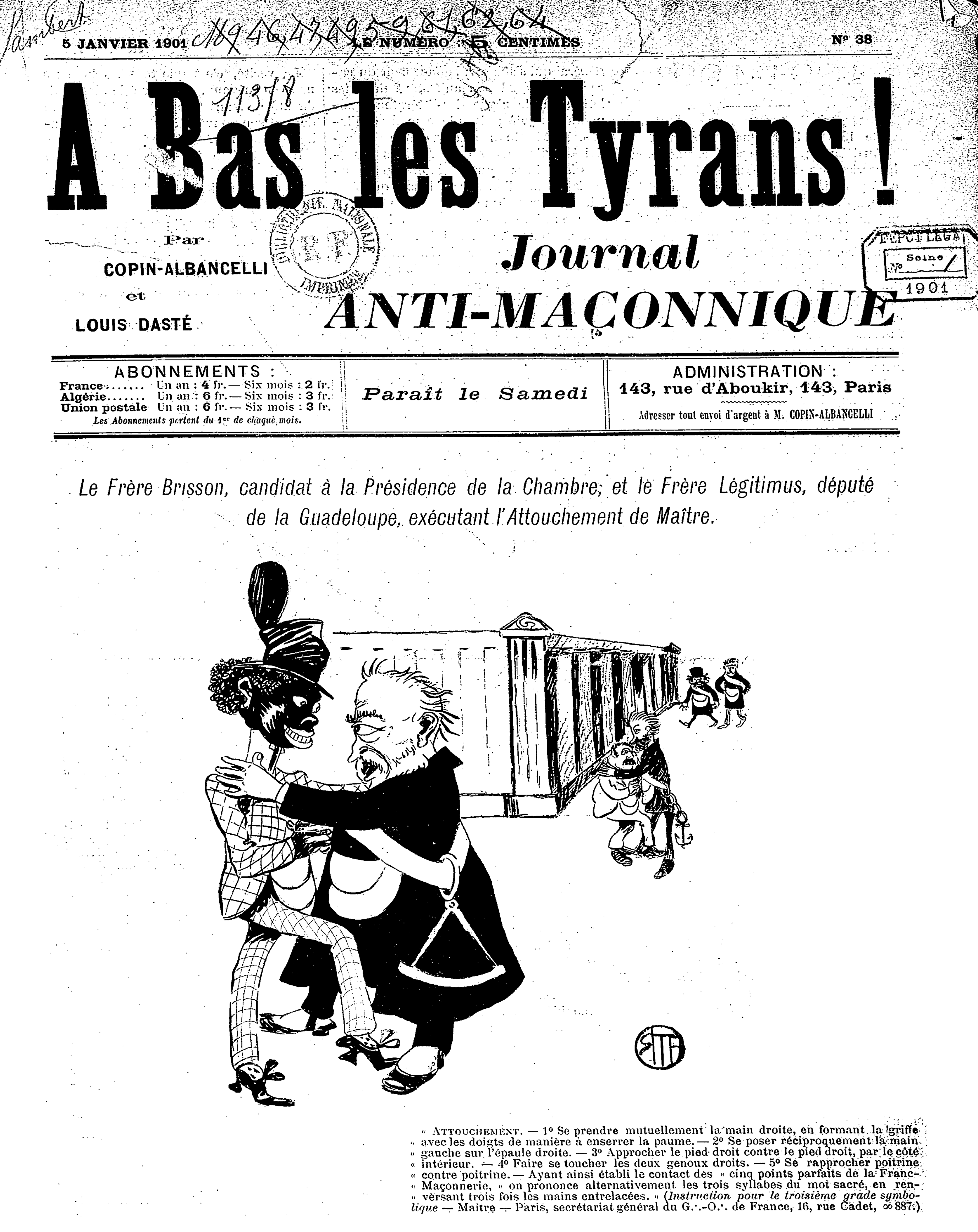
Hégésippe Légitimus caricaturé par le journal antimaçonnique À bas les tyrans, janvier 1901.

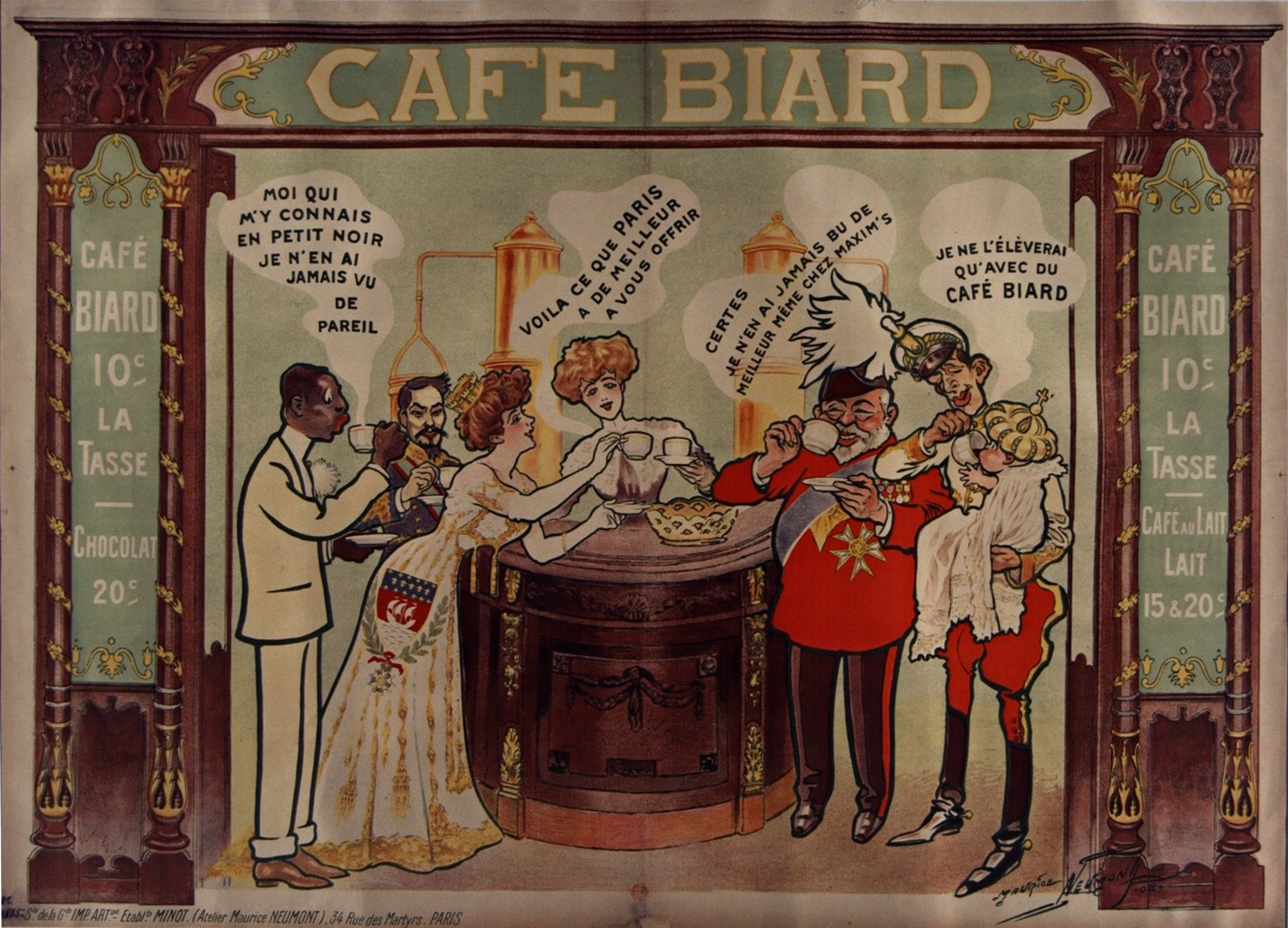
Maurice Neumont, publicité caricaturale pour le Café Biard, 1908.

Hégésippe Légitimus porte le nom de famille qui a été attribué à son grand-père Jean, après l'abolition de l'esclavage, par un officier d'état civil mandaté, au début de la nomination des nouveaux libres qui dura 14 années.
Né le 8 avril 1868 à Pointe-à-Pitre, fils d'un marin-pêcheur journalier disparu en mer dans la baie de Pointe-à-Pitre et d'une ouvrière agricole de Marie-Galante, il fut l'un des rares noirs à accéder à l'enseignement secondaire au lycée Carnot de Pointe-à-Pitre grâce à une bourse. Il y créa en 1891 le Comité de la jeunesse républicaine.
Franc-maçon à la loge « Les trinitaires » à l'Ordre de Paris et fondateur de la loge « Les égalitaires » à l'Ordre de Pointe-à-Pitre, il put se lancer dans la politique dans un contexte où une loge dite des Disciples d’Hiram était créée en 1836 et alors que les droits politiques avaient été octroyés aux « hommes de couleur libres » en 1831.
En 1870 commença une crise sucrière qui eut pour effet de concentrer les propriétés au profit des usines qui appartenaient déjà à des industriels de la métropole. Cette crise allait se prolonger jusqu'en 1914. De nombreuses familles abandonnèrent la Guadeloupe pour la métropole. Cette crise coïncida avec un nouveau mouvement politique se réclamant du socialisme. Ce courant était incarné par Hégésippe Jean Légitimus en Guadeloupe et par Joseph Lagrosillière en Martinique.
Un mouvement socialiste prit donc forme à la fin du XIXe siècle. Il était représenté par le parti socialiste guadeloupéen dont Hégésippe Légitimus fut l'un des fondateurs. Fondateur du Parti ouvrier de Guadeloupe, il créa le journal Le Peuple en 1891, où il signa des textes de première importance comme « Grands blancs, grands mulâtres, grands nègres », ou « Nègres en avant ». Ce parti, étant le premier à défendre les ouvriers et les noirs, devint très vite populaire.
Hégésippe Légitimus fut élu député de la Guadeloupe en 1898, plus jeune député – à 30 ans – et premier député guadeloupéen noir sous la Troisième République (mais pas le premier député noir guadeloupéen). Il perdit son siège en 1902 et le retrouva de 1906 à 1914, et devint entre-temps président du conseil général en 1899 (premier noir à accéder à cette fonction), et fut élu maire de Pointe-à-Pitre en 1904. Il s'attaqua au quasi-monopole des mulâtres dans la vie politique locale, ceux-ci étant alors accusés d'agir au détriment des noirs. Mais, pour des raisons économiques, Légitimus fut contraint à passer un accord avec les industriels, l'alliance capital-travail, ce qui lui valut de nombreuses critiques, par exemple dans « À mes frères noirs » et par la presse populaire qui se déchaîna en caricatures racistes lorsqu'il arriva en métropole, L'Assiette au beurre (no 414, 6 mars 1909) lui consacrant même un numéro coordonné par Camara.
On le considéra pourtant pendant un quart de siècle comme le porte-parole du monde noir, le surnommant « le Jaurès noir ». En ouvrant les portes de l'instruction secondaire et supérieure aux noirs[réf. nécessaire], il favorisa activement l'émancipation sociale et politique du monde noir. Il était favorable à la complète assimilation politique et administrative de la Guadeloupe.
Il est cependant peu présent à la Chambre des députés, ce qui pour l'historien Dominique Chathuant « exclut son appartenance à une élite nationale » noire. En revanche, au niveau local, il devient « une légende vivante de la mémoire guadeloupéenne ».
Invité en 1938 afin d'être fait chevalier de la Légion d'honneur, il fut retenu en métropole contre son gré à cause de la déclaration de guerre, et décéda le 29 novembre 1944 à Angles-sur-l'Anglin dans la Vienne, où il fut enterré le 3 décembre. Ses obsèques nationales officielles eurent lieu, après le rapatriement de sa dépouille en Guadeloupe, à Pointe-à-Pitre, le 2 avril 1947. Il est actuellement enterré au cimetière de cette ville, au début de l'allée centrale, près de l'entrée de la gare routière.

## Postérité
Sur proposition du général de Gaulle, président du gouvernement, et sous la responsabilité de Jean Sainteny, délégué du gouvernement, sa dépouille mortelle fut ramenée à la Guadeloupe où il eut des obsèques nationales. 
Plusieurs rues et boulevards de Guadeloupe portent actuellement son nom à Lamentin, Petit-Canal, Saint-Louis de Marie-Galante, Les Abymes et Pointe-à-Pitre. Sur une place de la rue Félix Éboué de Pointe-à-Pitre, un buste perpétue le souvenir de ce premier député noir. Son portrait est exposé dans plusieurs mairies du département. Une plaque commémorative est accrochée sur la façade de l'immeuble qui remplace la propriété « de Féret » dans laquelle il vécut de 1907 à 1937, rue Frébault, rappelant qu'il « fit prendre conscience à ses compatriotes des possibilités de la race noire et contribua à forger son émancipation ». Un tronçon prolongeant cette grande rue a été rebaptisé Boulevard Légitimus.
Lors de la célébration du cent cinquantenaire de l'abolition de l'esclavage, en mai 1998, plusieurs plaques commémoratives ont été inaugurées en son souvenir, devant plus de cinquante de ses descendants, la commémoration étant présidée par Gésip Légitimus, son petit-fils.
Son fils Étienne Légitimus, journaliste, époux de la comédienne Darling Légitimus, avait créé la « Solidarité Antillaise » afin de défendre les intérêts de ses compatriotes et participa activement à la création du Mouvement contre le racisme et pour l'amitié entre les peuples (MRAP) et aux actions de la Ligue internationale contre le racisme et l'antisémitisme (LICRA).
Il est également l'arrière-grand-père de l'acteur et humoriste français Pascal Légitimus et de l'acteur metteur en scène et activiste Samuel Légitimus.